# Туре, Юсуф
Юсуф Туре (фр. Yusuf Touré; род. 1 января 2000) — ивуарийский футболист, полузащитник клуба «Аль-Иттихад» из города Салала.

## Карьера
В январе 2019 года перешёл из второй команды батумского «Динамо» в клуб «Бетлеми». В августе того же года игрок перешёл в «Самгурали». Дебютировал за клуб 2 марта 2020 года в матче с «Рустави». Сыграл в Эровнули-лиге 27 февраля 2021 года в матче с «Динамо Тбилиси». В июле 2022 года стал футболистом «Шукуры». В августе 2022 года перешёл в оманский «Аль-Иттихад».